# Luigi Ferrarese
 (juillet 2024).
La mise en forme du texte ne suit pas les recommandations de Wikipédia : il faut le « wikifier ».
Les points d'amélioration suivants sont les cas les plus fréquents. Le détail des points à revoir est peut-être précisé sur la page de discussion.
- Les titres sont pré-formatés par le logiciel. Ils ne sont ni en capitales, ni en gras.
- Le texte ne doit pas être écrit en capitales (les noms de famille non plus), ni en gras, ni en italique, ni en « petit »…
- Le gras n'est utilisé que pour surligner le titre de l'article dans l'introduction, une seule fois.
- L'italique est rarement utilisé : mots en langue étrangère, titres d'œuvres, noms de bateaux, etc.
- Les citations ne sont pas en italique mais en corps de texte normal. Elles sont entourées par des guillemets français : « et ».
- Les listes à puces sont à éviter, des paragraphes rédigés étant largement préférés. Les tableaux sont à réserver à la présentation de données structurées (résultats, etc.).
- Les appels de note de bas de page (petits chiffres en exposant, introduits par l'outil «  Source ») sont à placer entre la fin de phrase et le point final[comme ça].
- Les liens internes (vers d'autres articles de Wikipédia) sont à choisir avec parcimonie. Créez des liens vers des articles approfondissant le sujet. Les termes génériques sans rapport avec le sujet sont à éviter, ainsi que les répétitions de liens vers un même terme.
- Les liens externes sont à placer uniquement dans une section « Liens externes », à la fin de l'article. Ces liens sont à choisir avec parcimonie suivant les règles définies. Si un lien sert de source à l'article, son insertion dans le texte est à faire par les notes de bas de page.
- La présentation des références doit suivre les conventions bibliographiques. Il est recommandé d'utiliser les modèles {{Ouvrage}}, {{Chapitre}}, {{Article}}, {{Lien web}} et/ou {{Bibliographie}}. Le mode d'édition visuel peut mettre en forme automatiquement les références.
- Insérer une infobox (cadre d'informations à droite) n'est pas obligatoire pour parachever la mise en page.

Pour une aide détaillée, merci de consulter Aide:Wikification.
Si vous pensez que ces points ont été résolus, vous pouvez retirer ce bandeau et améliorer la mise en forme d'un autre article.
 (juillet 2024).
Pour les articles homonymes, voir Ferrarese.
Luigi Ferrarese, né à Brienza le 12 décembre 1795 et décédé à Naples le 8 août 1855,  est un médecin, psychiatre et homme politique italien. Il est le précurseur de la phrénologie au XIXe siècle en Italie.

## Biographie

### Origines et études
Luigi Ferrarese naît le 12 décembre 1795 à Brienza, dans la Province de Potenza, de Nicola et Antonia Contardi. Enfant, il étudie la littérature italienne, grecque et latine à l'école Piarista à Naples. En 1817, il obtient son diplôme en médecine.

### Carrière professionnelle
Après son diplôme en médecine, Luigi Ferrarese commence à enseigner la psychiatrie à l' asile royale d'Aversa avec son mentor Biagio Miraglia
Il intègre des institutions ainsi que des académies scientifiques de Naples, Turin, Bologna, Padoue et rejoint la société de phrénologie à Paris.
En 1848, il est élu  député de Potenza mais en raison de ses idées libérales, il a souvent maille avec la police de Bourbon. Le 8 août 1855, Luigi Ferrarese est mort à l'âge de 59 ans des suites de la fièvre typhoïde.

### Posture politico-scientifique
Il est auteur d'une douzaine de publications scientifiques sur la phrénologie entre 1830 et 1838. Son œuvre sur Memorie Risguardanti La Dottrina Frenologica (1836) est considérée comme l'œuvre fondamentale du  XIXe siècle en phrénologie. Ses écrits publiés en 1838 sans la permission nécessaire de l'Etat et à l'encontre des autorités ecclésiastiques lui ont coûté des poursuites soldées par son incarcération,.
À travers ses articles, Ferrarese a plaidé l' inclusion de la phrénologie dans les polItiques et programmes comme un moyen scientifique contribuant à résolution des problèmes sociaux. Une étude de 1835 sur le suicide, Della Monomania Suicida, a conclu que les réglementations gouvernementales punissant les familles suicidaires étaient « absurdes et injustes », car elles ne parvenaient pas à prévenir le suicide en punissant les innocents.
En 1838, en défendant ses croyances, Ferrarese a été l’une des premières personnes identifiées ayant été identifiées comme étant membre du Parti communiste. De la croyance selon laqelle Dieu s'est convertie dans l’univers et que les êtres humains sont donc ses « fragments », Ferrarese a déclaré que la théorie « profanait les mystères de la théologie».
En mars 1844, Ferrarese reçut la visite la phrénologue écossais George Combe, qui avait lu et avait été impressionnée par ''La Dottrina Frenologica de Memorie Risguardanti''. Au moment de sa première lecture de l’ouvrage, Combe avait écrit, : « Même l’Italie envoie son témoignage que la phrénologie a atteint ses côtes. À mon retour en Amérique en juin, je trouvai un ouvrage intitulé Mémoires sur la doctrine de la phrénologie et des autres sciences qui s’y rapportent écrit par Luigi Ferrarese, Professeur de médecine à Naples, lu devant l’Académie royale des sciences de cette ville. Il a été publié avec l’entière permission du censeur royal de la presse. Le censeur dans son rapport sur l’ouvrage certifie qu’il est très instructif et ne contient rien d’offensant pour la religion ou les droits des rois. ».